# Zygmunt Wojciech Gil
Zygmunt Wojciech Gil – polski zootechnik, dr hab., profesor nadzwyczajny i kierownik Katedry Hodowli Bydła Wydziału Hodowli i Biologii Zwierząt Uniwersytetu Rolniczego im. Hugona Kołłątaja w Krakowie.

## Życiorys
Obronił pracę doktorską, następnie uzyskał stopień doktora habilitowanego. 9 maja 2001 nadano mu tytuł profesora w zakresie nauk rolniczych. Objął funkcję profesora nadzwyczajnego i kierownika w Katedrze Hodowli Bydła na Wydziale Hodowli i Biologii Zwierząt Uniwersytetu Rolniczego im. Hugona Kołłątaja w Krakowie.